# Сан-Марино в Первой мировой войне
Сан-Марино вступило в Первую мировую войну 3 июня 1915 года, до этого сохраняло нейтралитет. Австро-Венгрия разорвала дипломатические отношения с Сан-Марино, заставив того вступить в войну на стороне Антанты. Республика предоставила экономическую помощь, продовольствие и отправляла добровольцев Италии.

## Период нейтралитета

Сан-Марино на карте Европы в 1914 году

С началом Первой мировой войны Италия проявила враждебное и подозрительное отношение к Сан-Марино, опасаясь, что республика может предложить защиту дезертирам и таким образом осуществлять чуткий контроль. Например, в 1915 году Италия обвинила Республику в том, что она установила радиотелеграфную станцию на вершине горы Титано, считая её опасной. На самом деле, станцию установил профессор Борбикони только для личного удовольствия, без каких-либо скрытых мотивов, воспользовавшись тем, что между двумя странами нет никаких правил. Однако он демонтировал её, когда понял, что это создаёт дипломатические проблемы. Чтобы разрешить любые сомнения и избежать разногласий в период войны, 24 мая 1915 года Италия предложила Сан-Марино соглашение, в котором просила маленькое государство принять ряд мер. Италия согласилась относиться к жителям Сан-Марино так же, как к итальянцам, а взамен Сан-Марино должен был взять на себя обязательство не причинять вред Италии.
Италия опасалась, что Республика Сан-Марино может принять дезертиров и предоставить убежище тем, кто не хотел уходить на фронт. По этой причине она потребовала подписания соглашения, по которому Республика обязуется ловить и высылать дезертиров и уклонистов от призыва, оперативно передавать документы, касающиеся итальянских граждан, проживающих на территории Сан-Марино, и заранее уведомлять тех, кто собирается стать гражданином Сан-Марино. 1 июня 1915 года Италия направила в Сан-Марино 4 карабинеров с намерением установить на территории собственные казармы, чтобы иметь возможность контролировать её напрямую. Властям Сан-Марино в конце концов удалось переубедить их и выслать. Однако итальянское королевство приняло ряд непримиримых мер (закрытие телефонной связи с республикой, цензура почты) под предлогом того, что это обычные меры по отношению к иностранным государствам в военное время. Таким образом, Сан-Марино был вынужден начать проблемные переговоры, чтобы ограничить итальянское вмешательство и враждебные отношения; кроме того, он создал в Серравалле станцию карабинеров под прямым контролем Республики. Однако в период войны было зафиксировано несколько нарушений на территории итальянскими карабинерами, потому что Сан-Марино избегал подписания специальных соглашений с Италией, но не мог уклониться от его прямого или косвенного бдительного контроля.

## Участие в войне
В некоторых источниках отмечается, что Сан-Марино объявил войну Австро-Венгрии 3 или 4 июня 1915 года. Однако на самом деле официального объявления войны не было, были лишь ложные новости об объявлении войны в итальянских газетах и американской прессе. В 1930-х годах дезинформация продолжалась, к числу врагов государства добавлялась и Османская империя. На самом деле в 1915 году, вскоре после вступления Италии в конфликт, Австро-Венгрия разорвала дипломатические отношения с Сан-Марино. Причина заключалась в том, что республика поощряла набор добровольцев в итальянскую армию, не соблюдало нормы Гаагских конвенций и нормы международного права о нейтралитете и проводило антиавстрийскую политику. Сама же Австро-Венгрия не признавала нейтралитет Сан-Марино и считала её вражеской страной. 
В республике также сформировались милитаристские и антимиллитаристические движения. 4 июня 1915 года Джулиано Гоци, будущий глава местного фашизма, который в то время был студентом университета, выпустил прокламацию, восхваляющую Италию и предпринятые ею военные действия, резко критикующую сторонников невмешательства и приглашающую местную молодежь внести свой вклад и принять участие в войне. На войну ушли 10 молодых людей, включая самого Гоци. Двое позже погибли на войне: капрал-доброволец Карло Симончини был убит 6 июля 1916 года во время битвы на Изонцо, и Сади Серафини, который умер несколько месяцев спустя. Главные позиции антимиллитаристов были представлены в социалистической партии, которая категорически отвергала войну как средство решения проблем. Однако интервенционизм становился все более распространенным среди жителей Сан-Марино благодаря культуре, распространявшейся через средства массовой информации того времени, которые превозносили эту войну как своего рода четвертую войну за независимость, поскольку Италия боролась за завершение своего национального единства. Сам регент Моро Морри в речи 23 июня приветствовал войну Италии, которая, по его словам, была направлена на создание более сильной и большой Италии, окончательно объединенной с севера на юг.
В начале июня в стране был создан «Комитет для братьев-военных», в который вошли как интервенты, так и нейтралисты, с гуманитарной целью помочь тем, кто сбежал из Сан-Марино из-за войны, или тем, кто попал в беду. Комитет содействовал созданию полевого госпиталя, который был официально учрежден постановлением Совета от 28 сентября 1916 года. Он полностью управлялся гражданами Сан-Марино: для его функционирования было оставлено еще 10 человек. Он работал до октября 1917 года, когда после поражения при Капоретто был полностью разрушен при отступлении. Однако позже он был построен заново и функционировал до конца войны. Именно из-за этого госпиталя Австро-Венгрия разорвала дипломатические отношения с Сан-Марино, обвинив его в том, что он не был полностью нейтральным. Она начала проводить кампанию преследования сан-маринских граждан, и им пришлось просить защиты у американского посольства в Австрии.
Если до войны экономическая ситуация была стабильной также благодаря увеличению взносов, выплачиваемых Италией, то во время конфликта ситуация ухудшилась из-за инфляции и безработицы. Кроме того, с 1915 года возникла критическая важность поставок продовольствия: были выпущены различные положения для реквизиции продуктов питания и предметов первой необходимости и их распределения по политическим ценам. Этот выбор обострил противостояние между помещиками и социалистами.

## Последствия
В 1918 году было создано Автономное объединение потребителей, организация, которая раздавала недорогие продукты питания своим членам. Однако, когда война закончилась, оно покинуло Сан-Марино, столкнувшись с проблемами, аналогичными проблемам Италии, с очень шаткой и опасной экономической ситуацией. Эта нестабильность создала большую политическую неопределённость в последующие годы и создала условия для прихода к власти фашистской партии Сан-Марино.
Сан-Марино пригласили участвовать в Парижской мирной конференции, её интересы представлял итальянский сенатор Витторио Шалоя, который уже был членом итальянской делегации. Однако в его функции входило лишь представление республики на церемонии вручения предварительных мирных соглашений уполномоченным Австро-Венгрии. Сан-Марино участвовал на конференции с целью получить помощь для восстановления страны.
По окончании конфликта в Сан-Марино не было антиавстрийских настроений. В 1919 году газета «il nuovo Titano» в статье под названием «I bimbi di Vienna» (Венские дети) опубликовала новость о том, что «в Вене сотни детей умирают от голода и холода, а их отцы находятся в плену у Антанты, которая своими блокадами и безжалостной жестокостью причиняет побежденным новое мученичество». Было распространено «Обращение к женщинам Сан-Марино» с приглашением «девиц и матерей Сан-Марино» внести свой вклад с просьбой: «откройте им свои объятия и прижмите их к себе, как своих родных».